# Алфауїр
Алфауїр, Альфауїр (валенс. Alfauir (офіційна назва), ісп. Alfahuir) — муніципалітет в Іспанії, у складі автономної спільноти Валенсія, у провінції Валенсія. Населення — 448 осіб (2010).

## Географія
Муніципалітет розташований на відстані близько 340 км на південний схід від Мадрида, 60 км на південь від Валенсії.

## Демографія
Динаміка населення (INE ):

## Галерея зображень

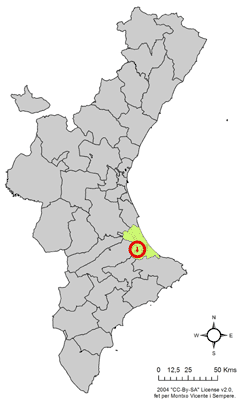
Розташування муніципалітету Алфауїр у автономній спільноті Валенсія
Розташування муніципалітету Алфауїр у комарці
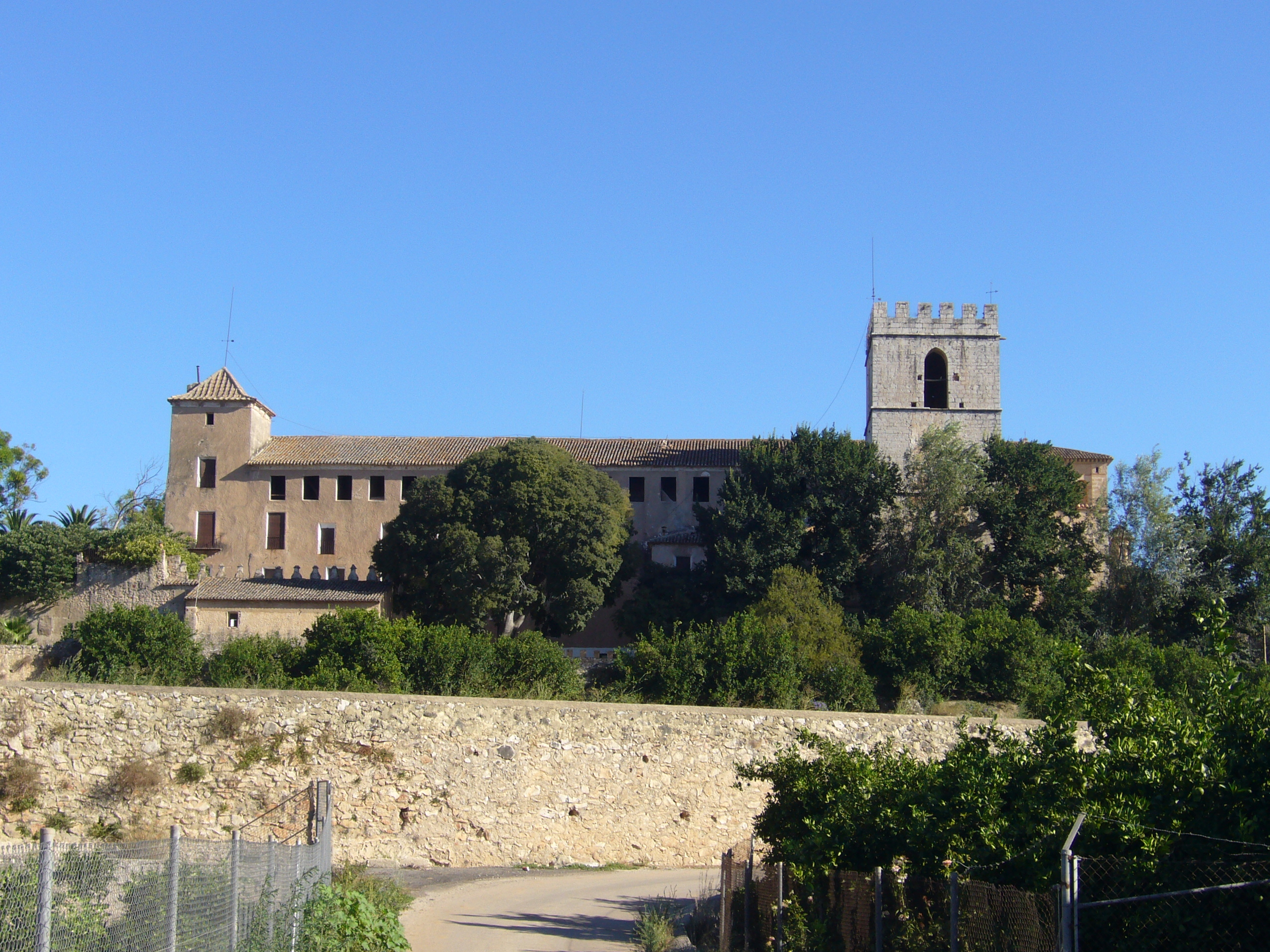
Монастир Сан-Херонімо-де-Котальба